# Jean-Paul Sartrebrug
De Jean-Paul Sartrebrug (brug 1264) is een vaste brug in Amsterdam-Zuidoost.
Ze vormt de verbinding tussen de Albert Camuslaan en Barbusselaan en loopt daarbij noord-zuid in Venserpolder. Ze overspant daarbij de Andersensingel/Agatha Christiesingel en landt op de straten met dezelfde naam die haar kaden vormt. De brug dateert van het begin van de jaren tachtig, toen de wijk met straten vernoemd naar schrijvers werd aangelegd. De brug voor voetgangers is uiterst sober. De landhoofden/walkanten zijn van beton net als de twee pijlers. Daarover ligt een houten overspanning, die tevens steun geeft aan houten balustrades/leuningen. Het ontwerp is afkomstig van Dirk Sterenberg, werkend als zelfstandig architect vanuit Hoorn voor de Dienst der Publieke Werken. De bovenbouw, origineel bestaand uit roze beschilderde balken, werd begin 21e eeuw vervangen door slankere leuningen naar model van Haasnoot Bruggen, die relatief veel bruggen bouwde en vernieuwde in Amsterdam. 
De brug bleef na oplevering naamloos. In 2016 konden Amsterdammers verzoeken indienen om naamloze bruggen alsnog te vernoemen. De naam moest daarbij te maken hebben met de omgeving waarin de brug ligt. Het verzoek om brug 1264 te vernoemen naar Jean-Paul Sartre werd gehonoreerd omdat Sartre net als Albert Camus, Hans Christian Andersen en Henri Barbusse schrijver was. Camus en Sartre waren bovendien beide aanhangers van het Franse existentialisme. Laan en brug liggen in het verlengde van elkaar.

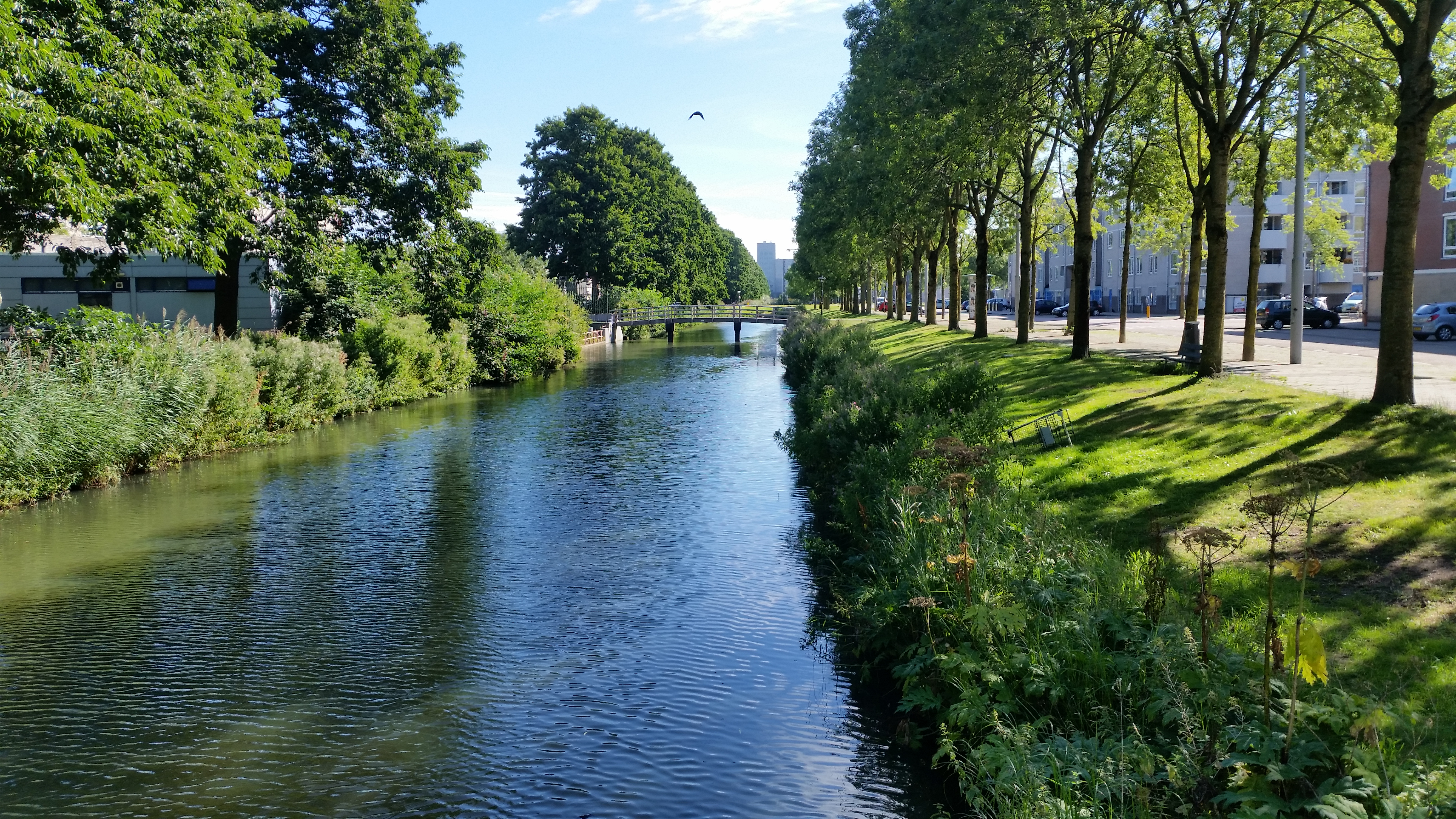
Jean-Paul Sartrebrug vanaf de Havankbrug (augustus 2020)

<<< · 1201 · 1207 · 1208 · 1209 · 1210 · 1211 · 1212 · 1213 · 1216 · 1217 · 1218 · 1219 · 1220 · 1221 · 1223 · 1224 · 1230 · 1231 · 1246 · 1259 · 1260 · 1261 · 1263 · 1264 · 1265 · 1266 · 1267 · 1268 · 1269 · 1270 · >>>
Brugnummers 1200, brug 1202 (Ouder-Amstel), 1203-1206, 1214, 1215, 1222, 1225-1229, 1232-1245, 1247-1258, 1262 en 1271-1299 zijn niet (meer) in gebruik.